# روبرتو بوردین
روبرتو بوردین (انگلیسی: Roberto Bordin؛ زادهٔ ۱۰ ژانویهٔ ۱۹۶۵) بازیکن بازنشسته فوتبال و سرمربی فوتبال اهل ایتالیا می باشد.
از باشگاه‌هایی که در آن بازی کرده‌است می‌توان به باشگاه فوتبال اسپتزیا، باشگاه فوتبال پارما، باشگاه فوتبال پیاچنزا، باشگاه فوتبال تریستیانا، باشگاه فوتبال آتالانتا، باشگاه فوتبال چزنا، باشگاه فوتبال ویچنزا، و باشگاه فوتبال ناپولی اشاره کرد.